# Okres Zelená Hora
Okres Zelená Hora (Zielona Góra; polsky Powiat zielonogórski) je okres v polském Lubušském vojvodství. Rozlohu má 1350,71 km² a v roce 2022 zde žilo 74 967 obyvatel. Sídlem správy okresu je město Zelená Hora, které však není jeho součástí, ale tvoří samostatný městský okres.

## Gminy
Městsko-vesnické:
- Babimost
- Czerwieńsk
- Kargowa
- Nowogród Bobrzański
- Sulechów

Vesnické:
- Bojadła
- Świdnica
- Trzebiechów
- Zabór

## Města
- Babimost
- Czerwieńsk
- Kargowa
- Nowogród Bobrzański
- Sulechów

## Sousední okresy
| Růžice kompasu | Krosno Odrzańskie | Świebodzin        | Nowy Tomyśl | Růžice kompasu |
| Růžice kompasu | Krosno Odrzańskie | Sever             | Wolsztyn    | Růžice kompasu |
| Růžice kompasu | Krosno Odrzańskie | Okres Zelená Hora | Wolsztyn    | Růžice kompasu |
| Růžice kompasu | Krosno Odrzańskie | Jih               | Wolsztyn    | Růžice kompasu |
| Růžice kompasu | Żary              | Żagań             | Nowa Sól    | Růžice kompasu |